# Akasa Linea
L'Akasa Linea è una struttura geologica della superficie di 486958 Arrokoth.